# Eurocopter EC635
El Eurocopter EC635 (actualmente, Airbus Helicopters H135M) es un helicóptero militar desarrollado en sus inicios por la empresa aeronáutica alemana Daimler Aerospace, DASA, que más tarde pasó a formar parte del Grupo Eurocopter con un 30% de participación, ahora conocido como Airbus Helicopters. Actualmente ha sido renombrado por su fabricante Airbus Helicopters como el modelo H135M, que es un helicóptero bimotor de configuración ligera y polivalente. Se trata de un helicóptero basado en el modelo civil Eurocopter EC135 (H135 en la actualidad), aunque sus prestaciones se han visto mejoradas para poder comercializarse como helicóptero de transporte, vigilancia y reconocimiento, evacuación médica o su principal configuración, la militar. Esta última configuración permite el transporte de tropas (hasta 8 soldados) e incorpora distintos sistemas de equipos armamentísticos.

## Desarrollo
El Eurocopter EC635 se desarrolló para satisfacer los requisitos establecidos por el ejército portugués de un helicóptero de tipo ligero que permitiese apoyo armamentístico y evacuación médica, firmando el acuerdo en 1999 y estableciendo la entrega de la primera aeronave en 2001. Sin embargo, los continuos retrasos hicieron que se cancelase el pedido de las 9 aeronaves solicitadas en 2002, siendo estas compradas posteriormente por la Real Fuerza Aérea de Jordania en este mismo año. La primera entrega se realizó en 2003, y en 2006 volvió a solicitar 4 aparatos más que fueron entregados de manera completa un año más tarde.
En abril de 2006, fueron ordenados 20 ejemplares por la Fuerza Aérea Suiza, cuyas entregas se completaron entre 2008 y 2009.
El Ejército iraquí también adquirió estos modelos, siendo utilizados contra el Estado Islámico. En este marco, uno de ellos fue derribado en 2014, dejando la aeronave sin ningún superviviente.
El EC635, actualmente H135M, realizó su primer vuelo el 15 de febrero de 1994, produciéndose hasta el año 2017 unas 1220 unidades.

## Diseño
Los accesos a la cabina del helicóptero se realizan a través de puertas corredizas laterales y dos grandes puertas traseras tipo concha, las cuales son óptimas para realizar misiones de socorro en casos y ayuda humanitaria.
En cuanto a la tripulación en cabina, consta de un máximo de dos personas, además de poder transportar entre 6 y 8 pasajeros según la configuración.
Consta de dos motores turboeje Pratt & Whitney Canada PW206B2, aunque otras variantes parten con los dos mismos motores que monta su modelo de referencia EC135, los Turbomeca Arrius 2B2. Se caracteriza por montar el conocido rotor de cola cerrado Fenestron, permitiendo una reducción de vibraciones y ruidos. El sistema antipar Fenestron y el sistema de rotor principal sin cojinetes aportan al helicóptero una gran maniobrabilidad. 
Las palas del rotor principal constan de una geometría de punta avanzada en combinación con el rotor Fenestron, con espaciado desigual de palas que hacen del EC635 el helicóptero más silencioso de su clase.

### Configuración militar
- Lanzacohetes de 70 mm (2,75”) a cada lado.
- Contenedor de cañón de 20 mm en cada lado.
- Contenedor de ametralladora de 12,7 mm en cada lado.
- Lanzacohetes de 70 mm (2,75”) y contenedor de cañón de 20 mm en cada lado.
- Lanzacohetes de 70 mm (2,75”) y contenedor de ametralladora de 12,7 mm.

## Variantes

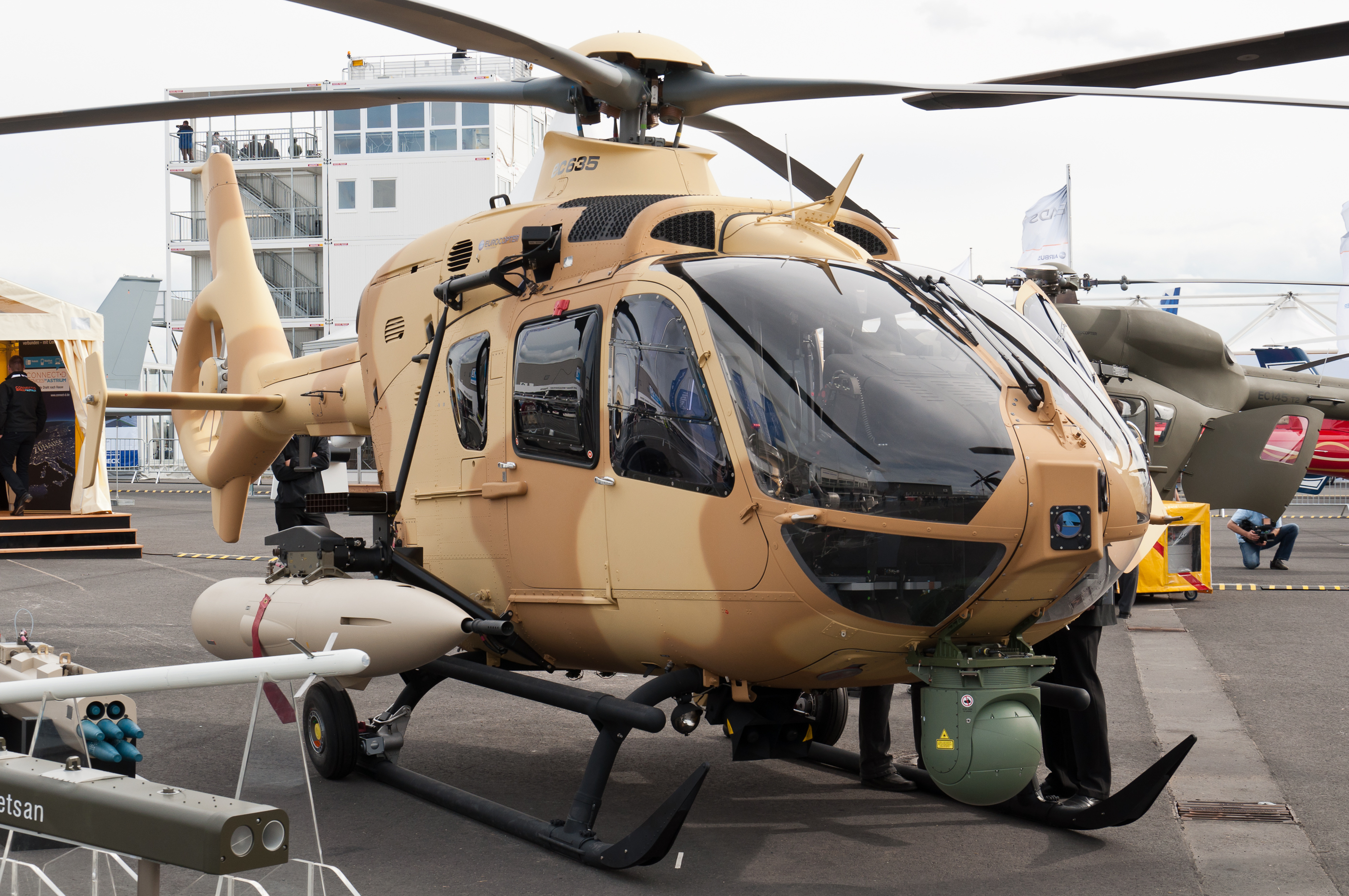
Eurocopter EC 635 en el ILA Berlin Air Show 2012.

EC635 T1
Certificado en 2001, con el mismo diseño que el EC135 T1, pero con refuerzos estructurales en la cabina y equipado con dos motores Turbomeca Arrius 2B2.
EC635 P2
Equipado con dos motores Pratt & Whitney Canada PW206B2.
EC635 T2
Equipado con dos motores Turbomeca Arrius 2B2.
EC635 P2+
Certificado en 2006, con el mismo diseño que el EC135 T2+, pero con refuerzos estructurales en la cabina y equipado con dos motores PW206B2.
EC635 T2+
Certificado en 2006, con el mismo diseño que el EC135 P2+ pero con refuerzos estructurales en la cabina y equipado con dos motores Arrius 2B2.

## Operadores
Irak
- Fuerza Aérea Iraquí: estaba previsto que se incorporasen un total de 24 EC635.[3]

 Jordania
- Real Fuerza Aérea Jordana: opera un total de 14 EC635 T2.[1]

 Suiza
- Fuerza Aérea Suiza: opera un total de 18 EC635 P2+ y 2 EC635 P2+ (VIP) desde marzo de 2008, reemplazando a sus Aérospatiale Alouette III.[4][2]

## Especificaciones (EC635)
Referencia datos: Eurocopter EC635 fas.org

### Características generales
- Tripulación: Uno (piloto)
- Capacidad: 8 personas, o carga equivalente
- Longitud: 10,2 m (33,5 ft)
- Altura: 3,6 m (11,9 ft)
- Peso vacío: 1467 kg (3233,3 lb)
- Peso cargado: 2900 kg (6391,6 lb)
- Planta motriz: 2× turboeje Pratt & Whitney Canada PW206 B2.
  - Potencia: 609 kW (840 HP; 828 CV) cada uno.

### Rendimiento
- Velocidad nunca excedida (Vne): 278 km/h (173 MPH; 150 kt)
- Velocidad máxima operativa (Vno): 254 km/h (158 MPH; 137 kt)
- Alcance: 650 km (351 nmi; 404 mi)
- Techo de vuelo: 6095 m (19 997 ft)
- Régimen de ascenso: 10,9 m/s (2146 ft/min)

## Aeronaves relacionadas

### Desarrollos relacionados
- MBB Bo 105
- Eurocopter EC135
- Eurocopter EC145

### Aeronaves similares
- MBB/Kawasaki BK 117
- Bell 427
- Bell 429
- MD Helicopters MD Explorer
- AgustaWestland AW109

### Secuencias de designación
- Secuencia SA /AS/EC_ (interna de Eurocopter): ← AS532 Cougar - AS550/AS555 Fennec - AS565 Panther - EC635 - EC645 - EC665 Tiger - EC725 →